# Alsórados
Alsórados (1899-ig Radosócz, szlovákul Radošovce) község Szlovákiában, a Nagyszombati kerületben, a Nagyszombati járásban.

## Fekvése
Nagyszombattól 15 km-re északra fekszik.

## Története
1206-ban említik először.
Vályi András szerint "RADOSÓCZ. Radosovcze. Egygyik Mezőváros, másik Tót falu Nyitra Vármegyében, egygyiknek földes Ura a’. F. Tsászár; másiknak pedig Gróf Erdődy Uraság; ez fekszik Dombóhoz közel, mellynek filiája; a’ Mezőváros fekszik Szakolczához másfél mértföldnyire; lakosaik katolikusok, és másfélék, határbéli földgyeik közép termékenységűek, vagyonnyaik meglehetősek, második osztálybéliek."
A trianoni békeszerződésig Nyitra vármegye Pöstyéni járásához tartozott.

## Népessége
| Év:            | 1994. | 2004.   | 2014.   | 2024.   |
| -------------- | ----- | ------- | ------- | ------- |
| Emberek száma: | 392   | 401     | 415     | 388     |
| Eltérés:       |       | +2,29 % | +3,49 % | -6,50 % |

| Év:            | 2023. | 2024.   |
| -------------- | ----- | ------- |
| Emberek száma: | 396   | 388     |
| Eltérés:       |       | -2,02 % |

1910-ben 457, túlnyomórészt szlovák anyanyelvű lakosa volt.
2001-ben 387 lakosából 378 szlovák volt.
2011-ben 429 lakosából 406 szlovák volt.
2021-ben 415 lakosából 403 (+1) szlovák, (+1) cigány, 7 (+1) egyéb és 5 ismeretlen nemzetiségű volt.